# Долминское сельское поселение
Долминское се́льское поселе́ние — муниципальное образование в районе имени Лазо Хабаровского края Российской Федерации. Образовано в 2004 году.
Административный центр — посёлок Долми.

## Население
| 2010 | 2011 | 2012 | 2013 | 2014 | 2015 | 2016 |
| ---- | ---- | ---- | ---- | ---- | ---- | ---- |
| 972  | ↘971 | ↘961 | ↘941 | ↘929 | ↘910 | ↘869 |
| 2017 | 2018 | 2019 | 2020 | 2021 |      |      |
| ↘856 | ↘842 | ↘824 | ↘815 | ↘575 |      |      |

## Населённые пункты
В состав поселения входят 4 населённых пункта:
| № | Населённый пункт | Тип     | Население |
| - | ---------------- | ------- | --------- |
| 1 | Долми            | посёлок | ↘238      |
| 2 | Катэн            | посёлок | ↘83       |
| 3 | Солонцовый       | посёлок | ↘182      |
| 4 | Южный            | посёлок | ↘72       |